# Rebecca Pan
Rebecca Pan Di-Hua (cinese tradizionale: 潘迪華; cinese semplificato: 潘迪华; Wade-Giles: Poon Tik-wah; Gwoyeu Romatzyh: Pan Wan Ching; Shanghai, 29 dicembre 1930) è una cantante e attrice cinese.
È nata a Shanghai. Si trasferì ad Hong Kong nel 1949. La sua carriera come cantante iniziò nel 1957. Una delle sue canzoni, registrata quando lei aveva 18 anni, viene suonata brevemente nel film In the Mood for Love, nel quale recita per la seconda volta sotto Wong Kar-wai che l'aveva già scelta per Days of Being Wild; per entrambi i film viene candidata a due Hong Kong Film Awards rispettivamente nel 2001 e nel 1991 come miglior attrice non protagonista.

## Discografia
- Oriental Pearls, Diamond Records LP1006.

Registrato con la Diamond Studio Orchestra, conditta da Vic Christobal.

## Filmografia
- The Greatest Lover (1988) - Madre di Fiona
- Days of Being Wild (1991) - Rebecca
- Flowers of Shanghai (1998) - Huang
- In the Mood for Love (2000) - Signora Suen
- Chinese Odyssey 2002 (2002) - Regina madre
- Jìyuántái qīhào, regia di Yonfan (2019) - voce